# Sielsowiet Urzecze
Sielsowiet Urzecze (biał. Узрэцкі сельсавет, Uzrecki sielsawiet; ros. Узречский сельсовет) – sielsowiet na Białorusi, w obwodzie witebskim, w rejonie głębockim, z siedzibą w Piotrowszczyznie.

## Demografia
Według spisu z 2009 sielsowiet Urzecze zamieszkiwało 1017 osób, w tym 959 Białorusinów (94,30%), 30 Rosjan (2,95%), 13 Polaków (1,28%), 10 Ukraińców (0,98%), 3 osoby innych narodowości i 2 osoby, które nie podały żadnej narodowości.
Do 2019 liczba ludności spadła do 766 osób. Największymi miejscowościami były wówczas Babicze (229 mieszkańców) i Piotrowszczyzna (222 mieszkańców). Liczba ludności żadnej z pozostałych miejscowości nie przekraczała 53 osób.

## Geografia i transport
Sielsowiet położony jest na Pojezierzu Białoruskim, w północno-zachodniej części rejonu głębockiego.
Przez sielsowiet przebiega droga republikańska R3.

## Miejscowości
- agromiasteczko:
  - Babicze
- wsie:

| - - Barany - Byczkowo - Chrome - Czeronka - Dwór Urzecze - Hołubczyki - Horowlany - Hryce - Kucharzewo - Kurianowo - Leśniki - Majsiucino | - - Matoszki - Mikulino - Naruszewo - Piotrowszczyzna - Potupy - Radźki - Romańczuki - Rudnica - Stary Dwór - Stukany - Urzecze |